# GER-Klasse S46
Die Klasse S46 der Great Eastern Railway (GER), auch bekannt als Claud-Hamilton-Klasse, waren Dampflokomotiven mit Schlepptender, die von James Holden und Frederick Vernon Russell entworfen wurden. Die erste Lokomotive trug die Nr. 1900 und den Namen Claud Hamilton, nach Lord Claud Hamilton, der von 1893 bis zur Auflösung der GER Ende 1922 Vorstandsvorsitzender der Bahn war. Sie war die einzige Lokomotive der Klasse, die einen Namen trug, und ging 1900 in Betrieb, die letzte folgte 1903. Die 41 Lokomotiven mit der Achsfolge 2’B wurden in den bahneigenen Werkstätten in Stratford bei London gebaut und im Schnellzugverkehr auf der Great Eastern Main Line eingesetzt. Die erste Lokomotive der Klasse wurde 1900 an der Weltausstellung in Paris ausgestellt. Die Bezeichnung S46 leitete sich von der Auftragsnummer. Sie  waren in den Zeit von 1900 bis zum Ersten Weltkrieg die wichtigsten Schnellzuglokomotiven der GER und gehörten zu den erfolgreichsten jemals gebauten 2’B-Lokomotiven für den Schnellzugsdienst.
Alle Lokomotiven wurden 1923 von der London and North Eastern Railway (LNER) übernommen, wo sie als Klasse D14 bezeichnet wurden, bevor sie Anfang der 1930er Jahre von der LNER mit Belpaire-Stehkessel versehen wurden und zur Klasse D15 wurden. Bei British Railways waren die Lokomotiven bis 1960 eingesetzt, zuletzt vor Personen- und Güterzügen.
Weiterentwicklungen der S46 umfassten die Klasse D56 mit Belpaire-Stehkessel, die als Belpaire Claud bekannt wurde, sowie die Klasse H88, auch Super Claud genannt, die einen größeren Kessel mit Überhitzer erhielt. Bei der LNER erhielten die zuvor genannten Klassen die Bezeichnungen D15 und D16. Die Claud Hamilton-Klasse mitgerechnet wurden insgesamt 121 Lokomotiven gebaut. Bereits gelieferte Lokomotiven erhielten durch Umbau die Neuerungen der später gelieferten Lokomotiven. Die erste gelieferte S46 mit der GER-Nummer 1900 wurde bei der LNER zur Lokomotive der Klasse D16/3 mit der Nummer 8900.

## Geschichte

### Entwicklung
Gegen Ende des 19. Jahrhunderts nahm das Gewicht der Personenzüge auf Fernstrecken zu, was auf die komfortableren und schwereren Wagen, sowie auf die längeren Züge aufgrund des Anstiegs der Fahrgastzahlen zurückzuführen war. Dadurch genügten die bis anhin von der GER verwendeten für Schnellzüge hauptsächlich verwendeten Single-Lokomotiven nicht mehr. Es wurden größere und leistungsfähigere Lokomotiven benötigt. Die Konstruktion einer Lokomotive mit zwei Kuppelachsen wurde weitgehend Frederick Vernon Russell, dem Chef der Werkstätte in Stratford, anvertraut, da James Holden, der Locomotive Superintendent der GER, längere Zeit aus gesundheitlichen Gründen ausfiel. Die Lokomotive war ein eigenständiger Entwurf mit verschiedenen technischen Neuerungen, der sich nicht mit den bereits vorhandenen Lokomotiven der GER vergleichen ließ. Die erste Lokomotive wurde im März 1900 fertiggestellt und umgehend zur Weltausstellung in Paris gesandt, wo sie mit einer Goldmedaille ausgezeichnet wurde. In Anlehnung an die Jahrhundertwende erhielt sie die Betriebsnummer 1900, während die Betriebsnummern der folgenden Lokomotiven in absteigender Reihenfolge vergeben wurden. Dies bedeutete, dass in unüblicher Weise Lokomotiven mit niedrigeren Betriebsnummern nach denen mit höheren Betriebsnummern ausgeliefert wurden. Jährlich wurden jeweils zehn weitere Lokomotiven abgeliefert, wobei die Nummer 1900 nicht dazu zählte. Im Jahr 1903 standen somit 41 Lokomotiven der Klasse S46 zur Verfügung. Im Vergleich zur 1900 gelieferten Serie, die noch mit einem Tender der Bauart Watercart ausgestattet war, erhielten die später gelieferten Serien Tender mit größerem Wasserbehälter.

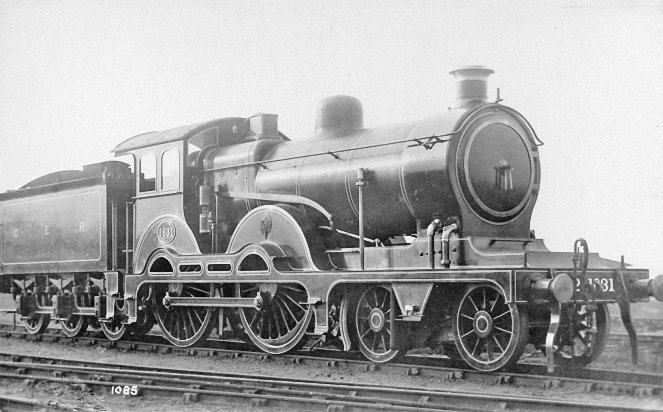
GER-Klasse D56 Nr. 1831

### Umbauten und Weiterentwicklung
In den Jahren 1903 und 1904 folgten weitere zehn ähnliche Lokomotiven, die aufgrund von Änderungen aber der neuen Klasse D56 zugeteilt wurden. Im Gegensatz zur S46, die einen Stehkessel mit runder Decke hatte, verfügten die D56 über einen Belpaire-Stehkessel, weshalb sie als Belpaire Clauds bezeichnet wurden. Statt der Ölfeuerung erhielten sie eine konventionelle Kohlenfeuerung, die später auch bei den meisten S46 eingeführt wurde. Darüber hinaus waren die Lokomotiven mit einer Vorrichtung ausgestattet, die es ermöglichte, während der Fahrt die Asche aus der Rauchkammer in einen neben dem Drehgestell angeordneten Behälter auszublasen. Die neue Klasse wies im Vergleich zur S46 eine von 18,6 t auf 17,6 t reduzierte Achslast auf. In den Jahren 1906 und 1907 wurden weitere zehn Lokomotiven dieser Bauart und bis 1911 wieder jährlich zehn Stück geliefert, außer 1910, als zwanzig Lokomotiven geliefert wurden. 
Vier Lokomotiven aus der letzten Serie D56 wurden versuchsweise mit Überhitzern ausgerüstet – zwei mit einem Schmidt-Überhitzer, der aus 18 Elementen bestand, und zwei mit einer bei der GER entwickelten Bauart mit 12 Elementen. Ab 1914 wurden nach und nach D56 mit Überhitzern ausgestattet, wobei der bei GER zum Standard gewordene Robinson-Überhitzer eingebaut wurde. 

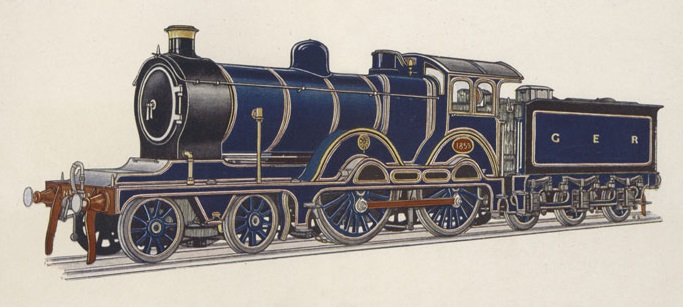
GER-Klasse D56 in der blauen Originallackierung von Great Eastern Railway

Ab 1915 wurden S46 in D56 umgebaut, wobei der hintere Teil des Rahmens für den Belpaire-Stehkessel angepasst werden musste. Bei der Eingliederung der GER in die LNER im Jahre 1923 waren zwanzig Lokomotiven der Klasse S46 zu D56 umgebaut, davon 15 mit Überhitzern, während 34 der 70 ursprünglichen D56 ebenfalls mit Überhitzern ausgestattet waren. Die Lokomotiven der Klasse S46, die noch über Stehkessel mit runder Decke verfügten, wurden der Klasse D14 zugeordnet, während die D56 und die umgebauten S46 der Klasse D15 zugeordnet wurden. 1931 wurde die letzte D14 zur D15 umgebaut. Fortan erhielten die Lokomotiven die grüne LNER-Lackierung anstelle der blauen Originallackierung der Great Eastern Railway.

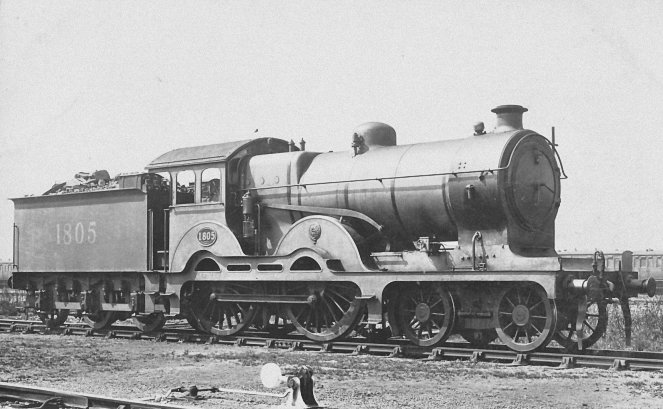
LNER-Klasse D16 Nr. 1805, die erste Super Claud

Anfang der 1920er Jahre waren die Gleisanlagen der GER soweit verbessert worden, dass größere Achslasten und damit auch größere Kessel möglich wurden. Für die Clauds wurde ein neuer Kessel entwickelt, der den gleichen Querschnitt wie der Kessel der ab 1911 gelieferten 2’C-Schnellzuglokomotiven der Klasse S69 hatte, der einen Überhitzer mit 21 Elementen besaß. Die erste Lokomotive, die mit dem neuen Kessel ausgerüstet wurde, war die D56 Nr. 1805, die wenige Monate nach der Eingliederung der GER in die LNER in Betrieb ging. Im gleichen Jahr wurden auch zehn Neubaulokomotiven mit dem größeren Kessel an die LNER geliefert, die noch für kurze Zeit die GER-Klassifizierung als H88 erhielten, aber bei der LNER der Klasse D16 zugeordnet wurden. Die meisten dieser als Super Clauds bezeichneten Lokomotiven erhielten keine GER-Nummer mehr. Alle Lokomotiven mit dem neuen größeren Kessel wurden der Klasse D16 zugewiesen; auch einige weitere D15 erhielten neue Kessel, jedoch nicht die aus ehemaligen S46 umgebauten D15, da der neue Kessel nicht mit dem beim Umbau für den Belpaire-Kessel angepassten Rahmen kompatibel war.

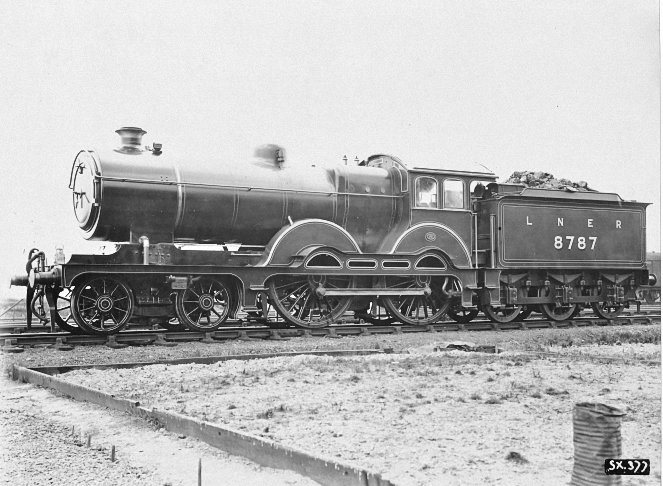
GER-Klasse H88 Nr. 1787, abgeliefert als LNER-Klasse-D16 Nr. 8787, umgebaut zur D16/2 mit verlängerter Rauchkammer und als Royal Claud für Hofzüge eingesetzt.

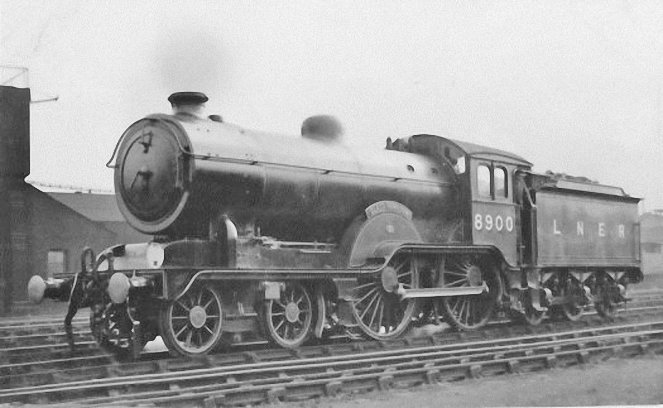
LNER-Klasse D16/3 Nr. 8900, ursprünglich GER-Klasse S46 Nr. 1900. Die Lokomotive hat keine Zierleiste mehr vor dem Triebwerk.

Ab Mitte der 1920er Jahre ließ Edward Thompson die Lokomotiven mit verlängerten Rauchkammern ausstatten. Um die umgebauten Lokomotiven von den nicht geänderten Lokomotiven zu unterscheiden, wurden die nicht umgebauten Lokomotiven den Klassen D15/1 und D16/1 zugeteilt, während die umgebauten Lokomotiven in die Klassen D15/2 und D16/2 eingeteilt wurden.
Ab 1933 erhielt der neue Kessel wieder einen konventionellen Stehkessel mit runder Decke, der auch für den Umbau von D15 geeignet war, die aus ehemaliger S46 entstanden waren. Eine der ersten umgebauten Lokomotiven war die LNER 8900, die ehemalige GER 1900, die nach dem Umbau anfangs als Klasse D14/2 geführt wurde, danach aber wie alle weiteren mit diesem Kessel versehenen Lokomotiven in die Klasse D16/3 gelangten. Lokomotiven mit verschlissenen Zylinderblöcken erhielten beim Umbau zur D16/3 neue Zylinderblöcke mit Kolbenschieber, bis festgestellt wurde, dass zu hohe Kräfte in den Rahmen eingeleitet wurden, was zu Rahmenbrüchen führte. Daraufhin kehrte die LNER zu den alten Zylinderblöcken mit Flachschiebern zurück. Umgebaute D16/1 verloren die Zierleiste vor dem Triebwerk, bei den umgebauten D16/2 wurde sie beibehalten.

### Betrieb
Die Claud Hamiltons waren bei ihrer Ablieferung die größten Schnellzuglokomotiven der GER. Während die zuvor eingesetzten Single-Lokomotiven Schnellzüge mit maximal 250 Tonnen Gewicht befördern, konnten, schafften die Clauds über 400 Tonnen. Sie wurden vor den prestigeträchtigen Schnellzügen auf der Great Eastern Main Line eingesetzt. So wurde beispielsweise der 1907 eingeführte Norfolk Coast Express mit einer Claud geführt. Der Zug mit einem Gewicht von 430 t, der aus 14 Wagen bestand, verkehrte ohne Halt vom Londoner Bahnhof Liverpool Street bis nach North Walsham. Die 208  km (130 mi) lange Strecke wurde in 159 Minuten zurückgelegt, was für die relativ kleinen Claud-Lokomotiven eine bemerkenswerte Leistung darstellte.
Mit der Ablieferung der S69 verloren die Clauds die Aufgabe, die Spitzenschnellzüge in East Anglia zu führen. Ihnen blieb jedoch über Jahre hinweg die prestigeträchtige Aufgabe, die häufig verkehrenden Royal Trains von London nach Wolferton zu befördern, dem nächstgelegenen Bahnhof zum Sandringham House, dem vor allem zu Weihnachten genutzten Landsitz der britischen Königsfamilie. Der King's Lynn-to-Hunstanton-Branch konnte nur mit Lokomotiven mit geringer Achslast befahren werden. Für diesen Dienst wurden die beiden speziell lackierten Lokomotiven mit den Nummern 8783 und 8787 bereitgestellt, die als Royal Claud bezeichnet wurden und makellos gepflegt waren.

### Ausmusterung
Im Gegensatz zu ihren Vorgängern, den Single-Lokomotiven, die manchmal nur für kurze Zeit in Betrieb standen, waren die Clauds äußerst langlebig und standen während fast 60 Jahren im Einsatz. Die Ausmusterung der auf den Hamilton Clauds basierenden Klassen begann 1945. Die Claud Hamilton, die einzige Lokomotive mit einem Namen, wurde 1947 als vierte Lokomotive abgebrochen. Sie gab ihr Namensschild an die Nr. 2546 weiter. 
Bei der Verstaatlichung der britischen Eisenbahnen am 1. Januar 1948 kamen 13 D15/2, 16 D16/2 und 88 D16/3 in den Bestand von British Railways, während vier Lokomotiven bereits abgebrochen waren. Die Lokomotiven erhielten erstmals aufsteigende Nummern, das bedeutet, dass die älteste Maschine mit dem Namen Claud Hamilton die niedrigste Betriebsnummer erhalten hätte; sie war jedoch zu diesem Zeitpunkt bereits abgebrochen, während die nachfolgenden, jüngeren Lokomotiven höhere Betriebsnummern zugewiesen bekamen.
Die meisten Lokomotiven wurden in den 1950er Jahren ausrangiert. Die letzte Lokomotive, eine D16/3, wurde 1960 abgebrochen; die letzte D16/2 war bereits 1952 verschrottet worden. In Stratford war im Gleis mit den für den Abbruch vorgesehenen Lokomotiven zwar eine Claud für die Erhaltung gekennzeichnet, hatte aber die Kennzeichnung nur auf einer Seite. Der Vorarbeiter der Zerlegungskolonne ging von der nicht gekennzeichneten Seite zur Lokomotive und begann mit der Zerlegung, ohne die Kennzeichnung auf der anderen Seite zu bemerken, weshalb keine Claud für die Nachwelt erhalten blieb.
| Jahr | Anzahl Loks, die Ende Jahr in Betrieb waren | Anzahl Ausmusterungen | Betriebsnummern                                                                            | Bemerkungen                                                                                            |
| ---- | ------------------------------------------- | --------------------- | ------------------------------------------------------------------------------------------ | --- |
| 1945 | 121                                         | 1                     | 8866                                                                                       | keine BR-Betriebsnummer erhalten                                                                       |
| 1946 | 120                                         | 2                     | 2550/95                                                                                    | |
| 1947 | 118                                         | 1                     | 2500                                                                                       | ursprünglich GER S46 Nr. 1900, die erste Lokomotive der Klasse, das Namensschild ging an die 2546 über |
| 1948 | 117                                         | 6                     | 2504/60/63/83, 2600/02                                                                     | |
| 1949 | 111                                         | 1                     | 2594                                                                                       | |
| 1950 | 110                                         | 3                     | 62508/12/91                                                                                | |
| 1951 | 107                                         | 7                     | 62501/03/05/20/28/47, 62603                                                                | |
| 1952 | 100                                         | 8                     | 62502/06-07/09/27/38/90/98                                                                 | |
| 1953 | 92                                          | 2                     | 62581, 62616                                                                               | |
| 1954 | 90                                          | 0                     | –                                                                                          | |
| 1955 | 90                                          | 15                    | 62525/31/36/41/49/52/54/57/59/73–74/79/85, 62607/20                                        | |
| 1956 | 75                                          | 8                     | 62523/32/42/51/67/69/77/87                                                                 | |
| 1957 | 67                                          | 28                    | 62510/14/16/19/26/33/35/39/46/48/53/56/58/62/65/75–76/78/84/93/96, 62601/05/08–09/11/17/19 | |
| 1958 | 39                                          | 23                    | 62513/15/18/21–22/30/34/43/45/55/61/64/66/68/72/80/86/88/92/99, 62610/14–15                | |
| 1959 | 16                                          | 12                    | 62511/17/29/40/44/70–71/82/89, 62606/12/18                                                 | |
| 1960 | 4                                           | 4                     | 62524/97, 62604/13                                                                         | |

## Technik
Die Lokomotiven hatten die Achsfolge 2’B (American), die mit dem führenden zweiachsigen Drehgestell besonders gute Laufeigenschaften hatte. Das innenliegende Zweizylinder-Triebwerk mit ebenfalls innenliegender Stephenson-Steuerung entsprach den damaligen britischen Gepflogenheiten. Neu war hingegen das geräumige Führerhaus mit zwei großen Fenstern auf jeder Seite. Einige Neuerungen waren der Zeit weit voraus, wie zum Beispiel die pneumatisch bedienbare Steuerung und der Druckluftantrieb der Schöpfschaufel, mit der während der Fahrt Wasser aus einem zwischen den Gleisen liegenden Trog gefasst werden konnte.
Die S46 wurden mit einer Holden-Ölfeuerung abgeliefert, die mit dem als Abfall anfallenden Schweröl aus der bahneigenen Ölvergasungsanlage betrieben wurde, die das Ölgas für die Beleuchtung der Personenwagen erzeugte. Die Lokomotiven waren mit zwei Ölbrennern über der Feuertür ausgestattet, die mit vorgeheizter Verbrennungsluft aus einem in der Rauchkammer angeordneten Wärmetauscher versorgt wurden, wobei diese durch ein kleines, unterhalb der Rauchkammertür angeordnetes Loch angesogen wurde. Das Schweröl wurde mit Dampf aufgeheizt und verflüssigt, zu den Brennern befördert und dort mit Dampf in der Feuerbüchse zerstäubt. Die Lokomotive musste mit normalem Kohlenfeuer auf dem Rost angeheizt werden, bis genügend Dampf für den Betrieb der Ölfeuerung zur Verfügung stand. 

## Einteilung und Nummern
| GER-Klasse | LNER-Klasse | Bezeichnung    | Anzahl Neubauten | Baujahre Neubauten | Umbau aus | in Betrieb    | Eigenschaften |
| ---------- | ----------- | -------------- | ---------------- | ------------------ | --------- | ------------- | --- |
| S46        | D14         | Claud Hamilton | 41               | 1900–1903          |           | 1900–1931     | ursprüngliche Ausführung, Stehkessel mit runder Decke                                                                                          |
| D56        | D15/1       | Belpaire Claud | 70               | 1903–1911          | S46       | 1903–1935     | Ausführung mit Belpaire-Stehkessel, teilweise mit Überhitzer                                                                                   |
|            | D15/2       | Belpaire Claud | 0                |                    | D15/1     | ca. 1925–1952 | wie D15/1, aber mit verlängerter Rauchkammer und Überhitzer                                                                                    |
| H88        | D16/1       | Super Claud    | 10               | 1923               | D15/1     | 1923–1934     | Kessel mit größerem Querschnitt wie S69, Belpaire-Stehkessel, Überhitzer, keine Umbauten aus ehemaligen S46                                    |
|            | D16/2       | Super Claud    | 0                |                    | D16/1     | 1926–1952     | wie D16/1, aber mit verlängerter Rauchkammern                                                                                                  |
|            | D16/3       | Super Claud    | 0                |                    | D15, D16  | 1933–1960     | Kessel mit größerem Querschnitt wie S69, Stehkessel mit runder Decke, Überhitzer, eineige mit Kolbenschieber, auch Umbauten aus ehemaligen S46 |

| Jahr    | Bestellung | Menge | GER-Nr.   | LNER-Nr.  | Nr. ab 1946 | Klasse | Bezeichnung    |
| ------- | ---------- | ----- | --------- | --------- | ----------- | ------ | -------------- |
| 1900    | S46        | 1     | 1900      | 8900      | 2500        | S46    | Claud Hamilton |
| 1900    | L47        | 10    | 1890–1899 | 8890–8899 | 2501–2510   | S46    | Claud Hamilton |
| 1901    | M51        | 10    | 1880–1889 | 8880–8889 | 2511–2520   | S46    | Claud Hamilton |
| 1902    | F53        | 10    | 1870–1879 | 8870–8879 | 2521–2530   | S46    | Claud Hamilton |
| 1903    | L55        | 10    | 1860–1869 | 8860–8869 | 2531–2540   | S46    | Claud Hamilton |
| 1903–04 | D56        | 10    | 1850–1859 | 8850–8859 | 2541–2550   | D56    | Belpaire Claud |
| 1906–07 | G61        | 10    | 1840–1849 | 8840–8849 | 2551–2560   | D56    | Belpaire Claud |
| 1908    | A64        | 10    | 1830–1839 | 8830–8839 | 2561–2570   | D56    | Belpaire Claud |
| 1909    | B66        | 10    | 1820–1829 | 8820–8829 | 2571–2580   | D56    | Belpaire Claud |
| 1910    | D67        | 10    | 1810–1819 | 8810–8819 | 2581–2590   | D56    | Belpaire Claud |
| 1910    | P67        | 10    | 1800–1809 | 8800–8809 | 2591–2600   | D56    | Belpaire Claud |
| 1911    | E69        | 10    | 1790–1799 | 8790–8799 | 2601–2610   | D56    | Belpaire Claud |
| 1923    | H88        | 10    | 1780–1789 | 8780–8789 | 2611–2620   | H88    | Super Claud    |

## Verwandte Klassen
Die folgenden GER-Klassen waren mit den Clauds verwandt:
- GER-Klasse F48, eine C-Güterzuglokomotive, von der zwischen 1900 und 1903 60 Stück gebaut wurden. Die GER setzte auf einer F48 erstmals ein Belpaire-Stehkessel ein, bevor diese bei den Belpaire-Clauds eingesetzt wurde. Die F48 wurden bei der LNER als Klasse J16 bezeichnet.
- GER-Klasse S69, eine 2’C-Schnellzuglokomotive, von der zwischen 1911 und 1928 81 Stück gebaut wurden. Die S69 lösten die Clauds im schweren Schnellzugsdienst ab. Der Kesselquerschnitt der S69 wurde für die GER-Klasse H88 übernommen.